# Криминальная психология
Кримина́льная психоло́гия (англ. criminal psychology, от лат. criminalis — преступный) — область юридической психологии, которая изучает психологические механизмы правонарушений и психологию правонарушителей, проблемы образования, структуры, функционирования и распада преступных групп.
Исследования в этой области направлены на изучение причин совершения человеком преступления, а также реакцию после преступления — в суде и в тюремном заключении. Криминальные психологи часто вызываются в качестве свидетелей по судебным делам, чтобы помочь присяжным понять мотивы преступника.
Объектом научных исследований криминальной психологии являются психические явления, детерминирующие преступное поведение индивида, группы и преступность в обществе. Эти психические явления присущи личности преступника и преступным группам, общественному сознанию, а также процессу психической регуляции преступного поведения. Преступное поведение может быть определено как «любой вид антиобщественного поведения, который обычно карается законом или нормами, установленными обществом».
Криминальная психология также связана с областью криминальной антропологии.

## Роль психологии в правовой системе
Психологи и психиатры — это квалифицированные специалисты, которые могут оценивать как психические, так и физические состояния преступников. Специалисты по профайлингу исследуют внешность преступника, а также особенности его вербального и невербального поведения. Общие усилия этих специалистов направлены на решение наиболее распространённых психологических вопросов о риске повторного преступления сексуального маньяка при возвращении его в общество, о способности преступника предстать перед судом и о признании его вменяемым/невменяемым во время преступления.
При проведении следственной работы криминальные психологи могут изучать фотографии с места преступления, а также проводить интервью с подозреваемым. В перечень инструментов криминальных психологов входит формулирование гипотезы совершения преступления, чтобы оценить, как предполагаемый преступник поведёт себя в ситуации совершения преступления.
Вопрос о способности преступника предстать перед судом — это вопрос о текущем состоянии психики правонарушителя. Оцениваются способность преступника осознать выдвинутые против него обвинения, возможные результаты осуждения / оправдания вследствие этих обвинений и способность помочь своему адвокату с защитой. Для решения вопроса о вменяемости / невменяемости преступника оценивается его психическое состояние в момент совершения преступления. Для этого выясняется способность обвиняемого отличать правильное от неправильного (хорошее от плохого) и понимать, что противоречит закону. Аргумент невменяемости редко выносится как защита обвиняемого, так как это очень трудно доказать. Но если преступника всё-таки объявляют невменяемым, то он помещается в охраняемую клиническую больницу на срок гораздо более длительный, чем тот, который преступник мог бы провести в тюремном заключении.

## Участие психолога в расследовании преступления
В 1981 году один из отцов криминальной психологии Великобритании — профессор Лайонел Ховард — описал четыре стороны деятельности психолога, профессионально вовлечённого в уголовное судопроизводство. К ним относятся следующие:
Клиническое заключение: психолог использует инструменты оценки, интервью или психометрические методики для оценки личности преступника, чтобы затем вынести клиническое заключение. Эти оценки могут помочь полиции или другим сопутствующим организациям определить, как следует обращаться с обвиняемым. Например, помогут выяснить, может ли обвиняемый предстать перед судом, страдает ли обвиняемый каким-либо психическим заболеванием, может ли обвиняемый осознавать ход судебного разбирательства.
Следственный эксперимент: психолог проводит экспериментальные испытания в целях предоставления дополнительной информации о любом из участников преступления суду. Эксперимент может быть связан с выяснением наличия ложных воспоминаний, достоверности свидетельских показаний и тому подобным.
Оценка рисков: используя статистические данные, психолог может информировать суд о возможных рисках, связанных с дальнейшей судьбой личности обвиняемого. Например, психолога могут попросить указать вероятность повторного совершения преступления обвиняемым в случае его оправдания.
Консультация: психолог может дать совет полиции, как проводить расследование с точки зрения криминальной психологии. Например, как лучше опросить человека, учитывая его психологические особенности, как провести перекрёстный допрос свидетелей, как узнать возможные действия преступника после совершения преступления.

## Криминальный профайлинг
Известный итальянский психолог Чезаре Ломброзо (1835—1909) считался одним из первых криминологов, который попытался формально классифицировать преступников на основе возраста, пола, физических характеристик, образования и географического региона. Сравнивая эти характеристики, он понял происхождение мотивации преступного поведения и в 1876 году опубликовал свою книгу под названием «Преступный человек». Основываясь на своём исследовании 383 итальянских заключённых, Ломброзо предположил, что существует два типа преступлений: атавистические преступления (убийство, воровство, изнасилование), в которых преступник имеет врождённую предрасположенность к совершению злодеяний, и эволюционные преступления, отличающиеся от предыдущих более тонкими хитрыми приёмами и совершаемые людьми с недостаточно уравновешенным характером. Кроме того, Ломброзо выявил и изучил конкретные физические характеристики преступников: особенности асимметрии лица, дефекты и особенности глаз, ушей и т.д.
Главная составляющая криминальной психологии, известная как криминальное профилирование, появилась в 1940-х годах, когда Управление стратегических служб США обратилось к Уолтеру Лангеру, известному психиатру, с просьбой составить психологический портрет Адольфа Гитлера. После Второй мировой войны британский психолог Лайонел Ховард, работая в Королевской военно-воздушной полиции, составил список отличительных характеристик, которые демонстрировали военные преступники, находившиеся в высоком чине, чтобы их можно было обнаружить среди обычных захваченных солдат и лётчиков.
В 1950-х годах американский психиатр Джеймс А. Брюссель составил сверхъестественно точный профиль террориста, орудовавшего в Нью-Йорке. В середине 1980-х годов, после создания в США Национального центра по изучению насильственных преступлений, метод психологического профайлинга, который создал Джеймс А. Брюссель получил официальное признание и стал широко использоваться в мировой практике.
Профайлинг был впервые введён в ФБР в 1960-х годах, когда американское общество директоров криминалистических лабораторий было ознакомлено с этой методикой. Большая часть публики в то время мало слышала, если вообще ничего не знала о существовании профайлеров и роде их деятельности, пока в игру не вступило телевидение. Фильмы, основанные на произведениях писателя Томаса Харриса, в частности «Охотник за людьми» (1986) и «Молчание ягнят» (1991), привлекли общественное внимание к профессии профайлера. Развитие представлений о профайлинге в обществе пошло ещё быстрее, когда ФБР открыло свою учебную академию, подразделение поведенческого анализа (BAU), в Куантико, штат Вирджиния. Это привело к созданию Национального центра анализа насильственных преступлений и программы задержания насильственных преступников. Идея заключалась в том, чтобы создать систему, которая могла бы выявлять связи между нераскрытыми крупными преступлениями.
В Великобритании профессор Дэвид Кантер был первопроходцем, инструктировавшим полицейских с середины 1980-х годов в поиске преступника, совершившего серию серьёзных нападений. Однако, Кентер видел ограничения в методе профилирования, а именно — влияние субъективного, личного мнения психолога, осуществляющего профилирование. Кентер и его коллега придумали термин «следственная психология» и начали пытаться подойти к этому вопросу с более научной точки зрения.
Криминальное профилирование представляет собой процесс установления связи между действиями правонарушителя на месте преступления с их наиболее вероятными характеристиками, чтобы помочь следователям сузить круг наиболее вероятных подозреваемых. Профилирование — это относительно новая область юридической психологии, которая за последние 20 лет прошла путь от того, что раньше называлось искусством распознавания мотивов преступника, до строгой науки. Являясь частью подотрасли юридической психологии, называемой психологией расследования, криминальное профилирование основывается на всё более точных жёстких методах и эмпирических исследованиях.
В настоящее время криминальное профилирование — это процесс, который известен в ФБР как анализ уголовных расследований. Профайлеры, или криминальные следственные аналитики, являются подготовленными и опытными сотрудниками правоохранительных органов, которые тщательно изучают поведенческие аспекты и детали насильственного преступления. Также описываются пять поведенческих характеристик, которые могут быть выявлены на месте преступления: 1) количество запланированных действий, включённых в преступление, 2) степень контроля, которым обладал преступник, 3) повышение эмоций на месте преступления, 4) уровень риска как преступника, так и жертвы, и 5) внешний вид места преступления (не подготовленный или подготовленный). Кратко обсуждается процесс интерпретации характеристик поведения, наблюдаемых на месте преступления.

## Главные вопросы в криминальной психологии
Влияние психологических и социальных факторов на функционирование нашего мозга является центральным вопросом, которым занимаются криминальные психологи, в силу того, что он является корнем всех наших действий. Для судебной психиатрии главный вопрос: «Какой пациент может стать преступником?», или «Какой преступник может стать пациентом?». Другой главный вопрос, которым задаются психиатры: «Что было первым: преступление или психическое расстройство?». Криминальные психологи ищут ответы на свои вопросы в изучении факторов окружающей среды и генетики, чтобы определить вероятность совершения конкретным человеком преступления.
Криминальные и судебные психологи рассматривают следующие вопросы:
- Присутствует ли сейчас психическое расстройство? Присутствовало ли оно в момент совершения преступления?
- Какова степень ответственности преступника за совершённое преступление?
- Каков риск повторного правонарушения и какие особенности психологии преступника это подтверждают?
- Есть ли возможность предотвращения риска повторного правонарушения посредством психотерапии и психиатрического лечения преступника?

## Ключевые исследования
Существует ряд психологических исследований, имеющих отношение к развитию криминальной психологии:
- Эксперимент с куклой Бобо, А. Бандура, Д.Росс и Ш.Росс (1961)
- Стэнфордский тюремный эксперимент, Ф. Зимбардо (1973)
- Исследование ложного свидетельствования, Э.Лофтус (1990)